# Piotr Krenitsin
Piotr Krenitsin   (Imperi Rus, 1728 - Kamtxatka, 4 de juliol de 1770) (rus: Пётр Кузьмич Креницын), fou un explorador i capità/tinent de la Marina Imperial Russa. Després de la tràgica fi de Vitus Bering el 1741, fou el primer en dirigir una expedició a Alaska i les illes Aleutianes. Krenitsin hi fou enviat, junt a Mikhaïl Levaixov, per l'emperatriu Caterina II a explorar l'extrem septentrional de l'oceà Pacífic, i particularment la zona més propera a l'estret de Bering. Krenitsin comandà el vaixell St. Catherine i Levashev el St. Paul.

## Vida
Krenitsin i Levaixov van explorar la part oriental de la cadena de les illes Aleutianes fins que va començar el fred. Krenitsin va hivernar a l'estret que hi ha entre Unimak i la península d'Alaska. Alguns elements geogràfics de la costa d'Alaska, com les illes Avatanak, Akutan i Tigalda, varen rebre el nom per part de Krenitsin als mapes que es van publicar posteriorment. L'any següent, després de reprendre les seves prospeccions, tots dos vaixells hivernaren a Kamtxatka. El 4 de juliol de 1770 Krenitsin va morir ofegat al riu Kamtxatka i Levaixov va assumir el comandament de la flota expedicionària russa. Les illes Krenitzin i el volcà més alt de l'illa Onekotan van ser nomenats pel capità Mikhaïl Tebenkov en honor seu.